# Erweckungsbewegung von Wales 1904/05

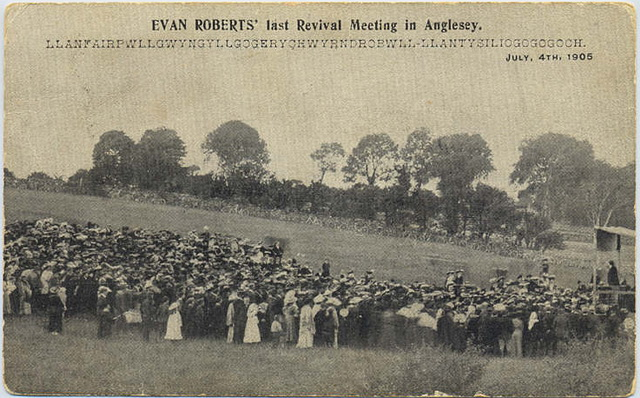
Erweckungsbewegung von Wales am 4. Juli 1905 in Anglesey

Die Erweckungsbewegung von Wales 1904/05 war die größte dieser Art in Wales im 20. Jahrhundert.

## Hintergrund
Die letzte Erweckungsbewegung vor 1904/05 war 1859. Nach 1850 war das Christentum in Wales deutlich weniger calvinistisch geprägt als früher. Eine Ära machtvoller Prediger endete, als solche christlichen Führer wie Christmas Evans (1838), John Elias (1841) und Henry Rees (1869) gestorben waren.
Zwischen 1859 und 1904 gab es örtlich begrenzte Erweckungen: in Cwmafan (1866), Rhondda (1879), Carmarthen und Blaenau Ffestiniog (1887), Dowlais (1890) und Pontnewydd (1892).

## Beginn
Für den Beginn der Bewegung kann kein einzelner Ort ausgemacht werden, vielmehr haben mehrere Orte einen wichtigen Beitrag geleistet.

### New Quay und Blaenannerch
Ein prominenter Führer der Erweckung war der methodistische Prediger von New Quay, Joseph Jenkins, der im Jahre 1903 dort eine Konferenz einberief unter dem Motto: „Unsere Treue zu Christus“. Nach einem Treffen im Februar 1904 blühten die sonntäglichen Versammlungen sowie die neu begonnenen Zusammenkünfte zur Wochenmitte auf und Joseph Jenkins’ Gemeinde begann damit, ihren Glauben in den umliegenden Städten und Dörfern zu bezeugen.
Es wurde berichtet, dass auf dieser Konferenz „große Segnungen“ geschahen und dass sich die Nachrichten davon schnell in der gesamten Region und darüber hinaus verbreiteten.
Die South Wales Daily News griff die Ereignisse auf und berichtete, dass „die dritte große Erweckung durch die ganze Nation hindurch im Gange“ wäre, wobei die walisische methodistischen Erweckung und die Erweckung von 1859 als die ersten zwei Erweckungen gezählt wurden.

### Ammanford
Anfang November 1904 wurde Jenkins als Gastprediger in die Kirche von Nantlais Williams, Bethany, Ammanford, eingeladen. Williams, meist einfach „Nantlais“ genannt, war ein walisischer Dichter und methodistischer Kirchenführer während der Erweckung. Von Williams wird berichtet, dass er skeptisch war, ob es Interesse am Gastprediger geben würde, aber als er selber kam, konnte er sich gerade noch in die übervolle Kapelle hineinzwängen, um Jenkins predigen zu hören.
Jenkins predigte erneut am Montagabend vor seiner Rückkehr nach New Quay. Die Kirche war wieder voll mit Menschen, aber es kam zu einer dramatischen Wendung, als jemand aus der Menge ankündigte, dass am nächsten Tag wieder eine Versammlung stattfinden würde. Dieses Treffen war dann wieder gut besucht und war zeitlich so ausgedehnt, dass es erst am Tag darauf in den frühen Morgenstunden endete.
Erwähnenswert ist, dass Williams zwar als Prediger ordiniert war, aber an diesem Wochenende im Jahr 1904 ein Bekehrungserlebnis hatte, am Samstagabend vor der Ankunft von Jenkins.

### Nord-Wales
Im Dezember 1904 kam Joseph Jenkins für drei Monate zu Verkündigung und Bekenntnis nach Nord-Wales. Viele Versammlungen fanden statt in Amlwch, Llangefni, Llanerchymedd, Talysarn, Llanllyfni, Llanrwst, Denbigh, Dinorwig, Disgwylfa und es gab Bekehrungen unter den Studenten des University College of North Wales der University of Wales. Die meisten und größten Bekehrungen gab es in Bethesda, wo J. T. Job, ein weiterer Führer der Erweckung, die Versammlung in Jerusalem Bethesda am 22. Dezember 1904 als „Hurrikan“ beschrieb. In Rhos, dem Landstrich östlich des Conwy, breitete sich die Erweckung rasch in der Stadt aus und erfasste alle christlichen Kirchen. Die Grenzen der Konfessionen zwischen Methodisten, Kongregationalisten, Heilsarmee, Anglikanern und Baptisten waren in der Wahrnehmung der Leute nicht mehr wichtig. Die Wirkung der Erweckung hielt bis zum Kriegsausbruch 1914 an. Der Geist der Erweckung wurde Zeugenaussagen gemäß nach dem Krieg durch die rationalistische Theologie und den walisischen Nationalismus beendet.

### Evan Roberts
Evan Roberts, der als junger Mann von den Erfahrungen in New Quay und Blaenannerch geprägt wurde, wurde der wichtigste Evangelist dieser Erweckung. Er ließ sich in Newcastle Emlyn zum Prediger ausbilden und erlebte dabei die Erweckung im Süden von Ceredigion. Roberts besuchte eifrig die Versammlungen, die Seth Josua, eine weitere wichtige Führungspersönlichkeit der Erweckung, in der Gegend abhielt. Nach seiner dreimonatigen Ausbildung in Newcastle Emlyn kam Roberts zurück in seinen Geburtsort Loughor, um seinen Dienst anzutreten.
Er behauptete, Visionen direkt vom Heiligen Geist zu haben. Dabei machte er zum Teil sehr konkrete Angaben, wie z. B. die, dass Gott vorhabe, durch ihn 100.000 Seelen zu retten. Roberts stellte eine Gruppe zusammen und ging auf eine Reise durch Südwales, um die Erweckung auszubreiten.
Roberts fiel gegen Ende der Erweckung in einen Erschöpfungszustand, von dem er sich erst wesentlich später erholte.

### Die Rolle der Zeitungen
Eine Besonderheit dieser Erweckung war die Rolle der Medien. Die Tageszeitungen in Wales, Western Mail und South Wales Daily News, verbreiteten Nachrichten von Bekehrungen und erzeugten eine aufgeregte Stimmung in Bezug auf die Erweckung, was zu deren weiterer Verbreitung beitrug. Vor allem die Western Mail brachte umfangreiche Berichterstattungen zu den Versammlungen von Roberts in Loughor. Diese Artikel wurden im Jahr 2004 von Quinta Press in Buchform herausgegeben. Aus dem übrigen Großbritannien, den USA, Kanada, Australien und anderen Ländern der Welt reisten Menschen an, um bei der Waliser Erweckung dabei zu sein. Viele trugen ihrerseits die Erwartung an eine Erweckung auch in abgelegene Teile der Welt.

## Ausbreitung
Die Erweckung begann im Herbst 1904 unter der maßgeblichen Leitung von Evan Roberts (1878–1951), einem zu jener Zeit 26-jährigen ehemaligen Bergmann und Prediger in Ausbildung. Die Erweckung dauerte weniger als ein Jahr, aber in diesem Zeitraum gab es 100.000 Bekehrungen. Sie begann überkonfessionell und mit nichtsektiererischer Spiritualität und fiel zusammen mit dem Anwachsen der Arbeiterbewegung, dem Aufkommen des Sozialismus und allgemeiner Unzufriedenheit mit Religion in Arbeiterschaft und Jugend. In diesem Kontext erscheint diese kurzlebige Erweckung als Höhepunkt des Nonkonformismus und Aufflammen von Änderungen im religiösen Leben in Wales. Die Bewegung breitete sich auch auf Schottland und England aus. Man schätzt, dass etwa eine Million Menschen in Großbritannien bekehrt wurden. Missionare brachten die Bewegung ins Ausland, und sie war besonders einflussreich auf die Pfingstbewegung in Kalifornien. Auch in Deutschland erfuhr die waliser Erweckungsbewegung große Aufmerksamkeit; eine ins Deutsche übersetzte Darstellung erschien binnen eines Jahres in zehn Auflagen.
Im Gegensatz zu früheren Erweckungen, die durch machtvolle Predigt angetrieben wurden, stützte sich die Erweckungsbewegung von 1904/05 in erster Linie auf die Musik. Am Rande kamen auch paranormale Phänomene vor.

## Rezeption in den Medien
Im Jahr 2004 brachte die BBC in der Serie Bread of Heaven einen Beitrag über die Erweckung in Wales von 1904. 2005 wurde das Musical Amazing Grace über Evan Roberts und die Erweckung in Wales produziert.